# На Зеландію!
«На Зеландію!» — тревелог 2014-го року українського письменника Макса Кідрука. В основі книги лежать подорож автора Єгиптом під час революції, пригоди в Дамаску та участь в акції Сергія Притули «На Зеландію!».

## Сюжет
В книзі йдеться про пригоди та враження автора під час Єгипетської революції, арешт у Дамаску та спільну з Сергієм Притулою акцію «На Зеландію!». Після того, як на початку лютого 2011 року новозеландською радіостудією «The Rock FM» серед слухачів було оголошено конкурс «Win a Ukrainian Wife» («Виграй українську дружину»), Сергій Притула задумав акцію «На Зеландію!». Її учасником став Максим Кідрук, який вирушає до Нової Зеландії щоб роз'яснити, що Україна не бордель.